# 몽골의 교통

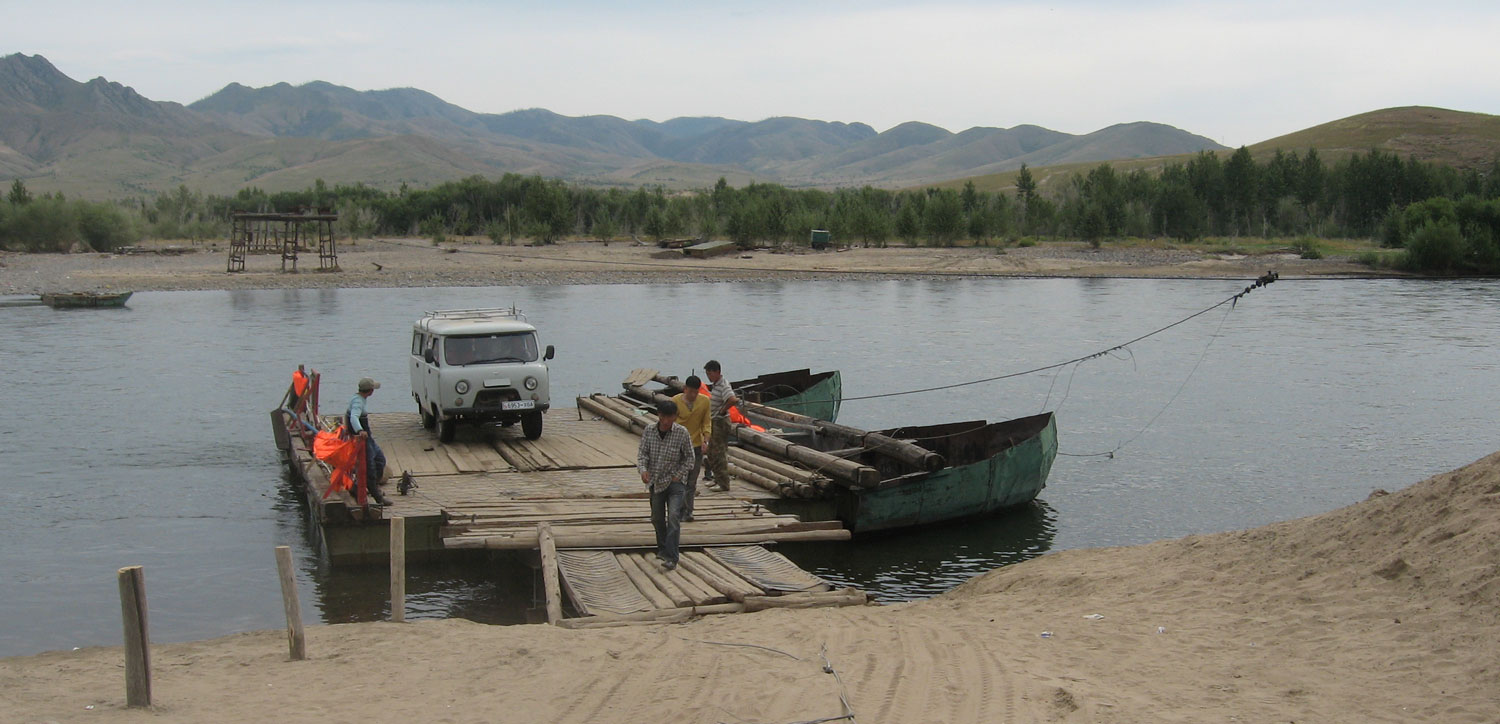
후브스굴주의 셀렝가강을 가로지르는 케이블 페리

몽골의 교통 시스템은 철도, 자동차 도로, 수로, 공항망으로 구성되어 있다.
철도는 울란우데(시베리아)－울란바토르－얼렌을 잇는 지닝(集寧)철도가 러시아·중국을 연결해서 관통하는 것 외에 처이발상 철도가 시베리아 철도와 접속되어 있다. 자동차 도로는 잘 발달되어 국내항공로와 마찬가지로 각주에 통해 있다. 국내항공로는 중국 및 러시아와 트여있다.

## 철도

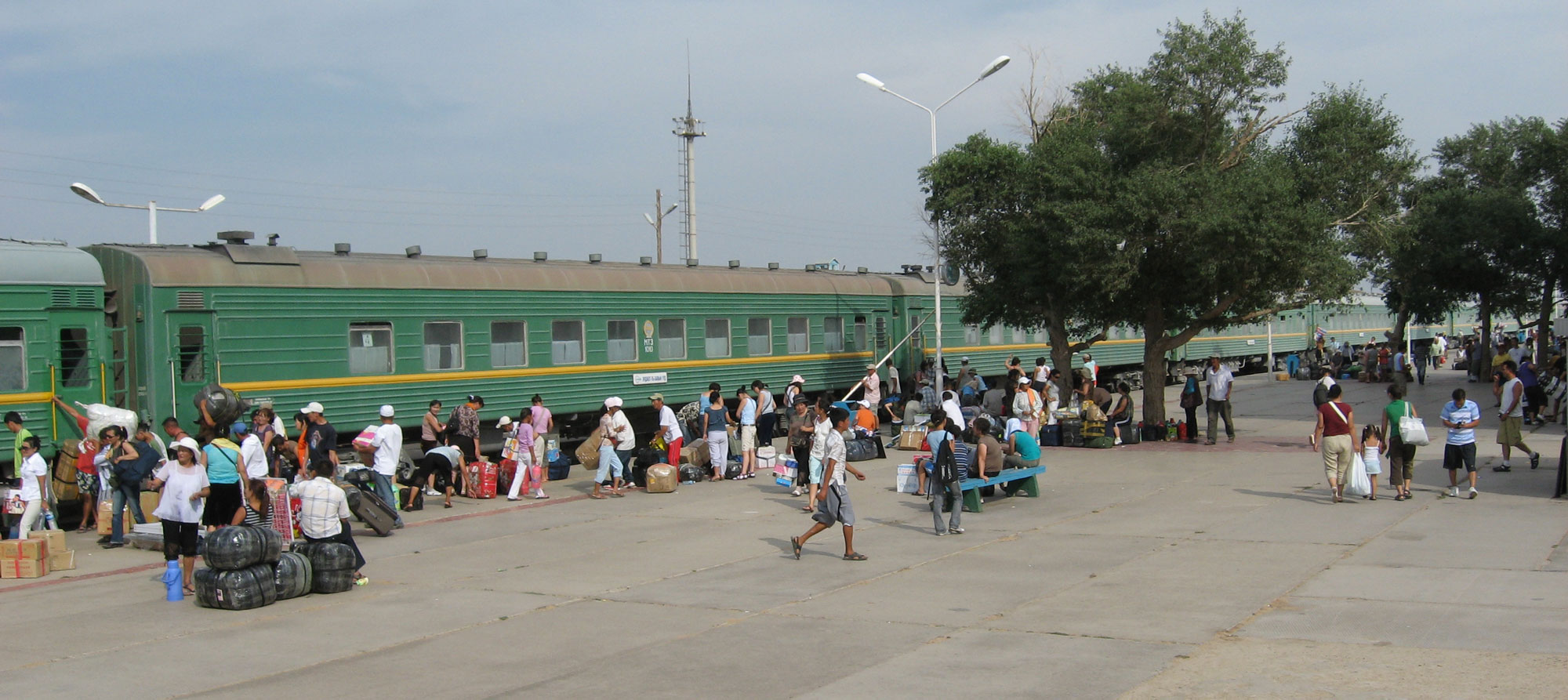
더르너고비주의 자민우드 역내 열차와 승객

몽골 종단 철도는 시베리아 횡단 철도와 접속되어 러시아 울란우데에서 수도 울란바토르를 거쳐 중국의 얼롄하오터와 베이징까지 이어진다. 이 노선의 몽골 구간은 1110 km 구간이다. 지선은 다르한과 에르데네트의 구리 광산을 연결한다. 또 다른 지선은 울란바토르와 바가누르의 탄광을 연결한다.
처이발상과 보르자의 시베리아 횡단 철도 사이의 국토 동쪽에 별도의 철도 노선이 있으나, 이 노선은 Chuluunkhoroot 마을 이외의 승객들에게는 폐쇄되어 있다. 국내 수송의 경우 일일 열차를 울란바토르에서 다르항, 수흐바토르, 에르데네트까지, 그리고 자민우드, Choir, 사인샨드까지 운행한다. 몽골은 1,520 mm (4 ft 11 27⁄32 in) 러시아 궤간을 채용하고 있으며, 국도 전체 총연장은 1,810km이다. 2007년, 철도 운송은 몽골 화물의 93%, 여객 수송의 43%(각각 톤*km, 여객*km)를 운송했다.

## 도로
2007년에는 약 2600 km의 몽골 도로망만 포장되었다. 또 다른 3900 km는 자갈이 깔리거나 개선되었다. 이 포장도로망은 2013년 4800 ㎞로 확대됐으며 2014년 한 해에만 1800 ㎞가 완공됐다. 여기에는 울란바토르에서 러시아 및 중국 국경으로 가는 도로, 울란바토르에서 하르호린과 바잉헝거르로 가는 포장 도로, 만달고비 남쪽으로 가는 포장 도로, 그리고 룬에서 다신칠렝으로 가는 부분 평행 도로, 에르데네트를 거쳐 볼간으로 가는 도로 등이 포함되었다. 몽골의 공식 도로망 (약 4만 km)의 대부분은 단순한 크로스컨트리 트랙이다.
울란바토르에서 아르바이헤르까지의 도로를 통합한 동서 도로(일명 밀레니엄 도로)와 볼간을 넘어 다르항-볼간 도로의 연장선의 공사가 진행 중이다. 사설 버스와 미니버스 회사들은 울란바토르에서 대부분의 아이막 중심까지 운행한다.
2014년 9월과 12월에는 우므느고비주의 달란자드가드 마을과 후브스굴주의 무룽 마을을 울란바토르와 연결하는 도로가 완공되었다.

### 버스
울란바토르에서는 버스가 주요 대중교통 수단이다. 정해진 시간표는 없지만, 버스는 대략 15분 간격으로 정차한다. 버스는 오전 7시에서 오후 10시 사이에 운행된다. 2013년 7월, 칭기즈칸 국제 공항과의 울란바토르 도시교통국은 공항과 시내 지역을 연결하는 고속버스 운행을 시작했다.  그러나 2013년 9월 알려지지 않은 기간 동안 운행이 중단되었다. 몽골 도시 사이에는 미니밴에서 대형 버스(일반적으로 최대 45석)까지 모든 규모의 버스가 운행된다. 국가 및 지방자치 단체는 시내를 중심으로 수많은 버스 노선을 운행하는 민간 교통 사업자의 광범위한 시스템을 규제하고 있다. 울란바토르에는 트롤리버스 시스템도 있다. Tenuun Ogoo LLC, Erdem trans LLC, Sutain buyant LLC는 3대 주요 민간 버스 사업자들이다.

### 택시
택시는 울란바토르에서 운행하는 울란바토르 택시(1991년), 노용 택시(1950년), 텔레콤 택시(1109년), 1616 택시(1616년), iTaxi 외에는 면허가 있는 택시회사가 거의 없다. 다르항, 에르데네트, 바가노르, 존모드 같은 소도시에는 몇몇 개의 지역 택시 회사가 있다. 그리고 몇몇 운전자들이 개인 무면허 택시 차량을 운행하기도 한다.
일반적인 요금은 킬로미터당 700-800 투그릭이다. 택시 운전사들은 특히 고객이 외국 국적자일 경우 더 많은 것을 요구하는 경향이 있다. 하지만 많은 비공식 택시가 주문할 때 "이지라이드(EasyRide)" 플랫폼을 이용하는데, 이 플랫폼은 영어로도 이용 가능하다. 2013년 10월부터는 울란바토르 도로 중앙 1차로에서 등록번호 제한 없이 버스, 트롤리버스 등 대형 대중교통에 이용된다.

## 수상 교통
몽골에는 580km의 수로가 있지만 현재까지는 후브스굴호만 많이 이용되었다. 셀렝가강(270km)과 오르홍강(175km)은 항해 할 수 있지만 통행량은 거의 없으며, 세관보트가 셀렝가강에서 러시아 국경까지 순찰하고 있다. 후브스굴호에는 관광객을 위한 전세선이 있다. 호수와 강은 겨울에 얼어서 보통 5월과 9월 사이에 열린다.

## 항공 교통

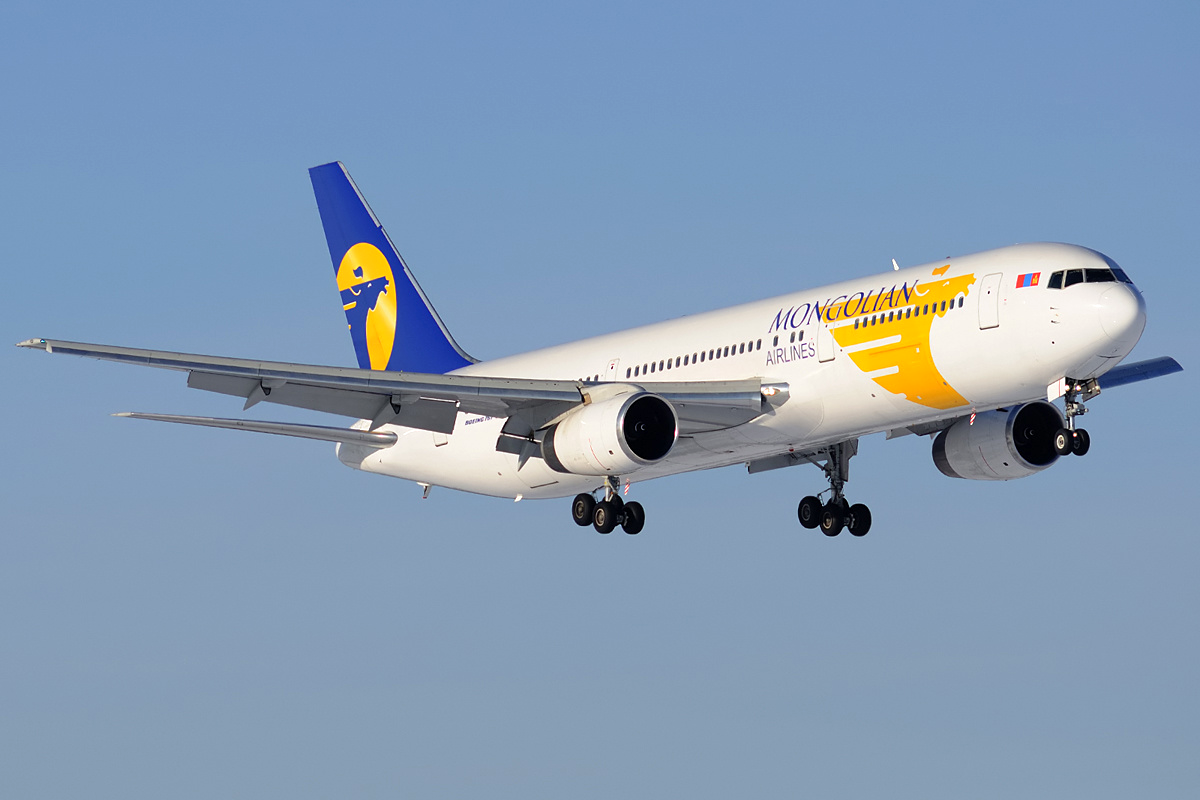
2012년 1월 MIAT 몽골 항공 보잉 767-300ER JU-1011 SVO

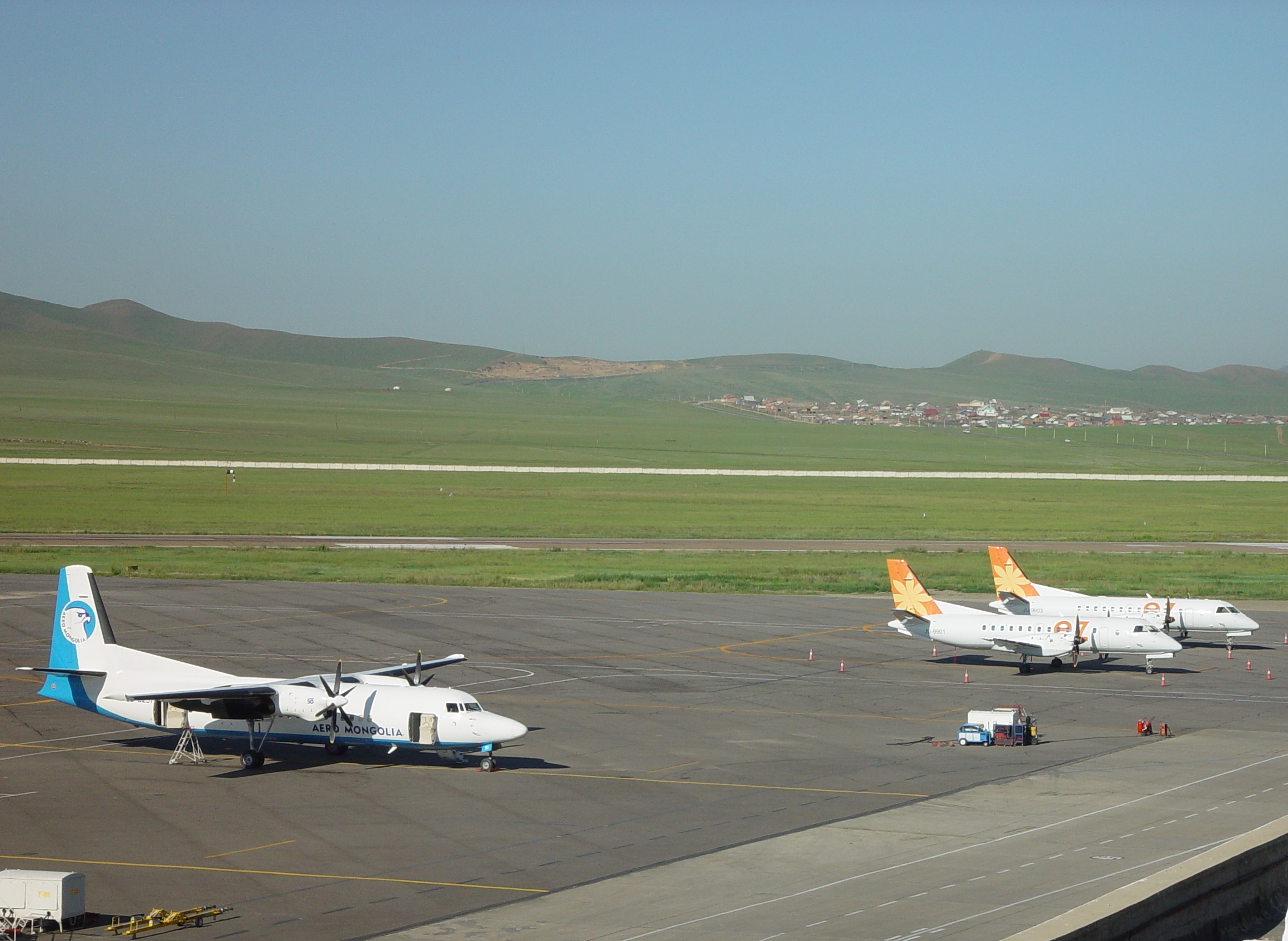
ULN에 있는 2개의 몽골 국내선 항공기

2012년 현재 몽골의 21개주 중앙 대부분의 공항은 활주로를 포장했다. 울란바토르와 가장 가까운 사람들은 정기 항공편이 부족하다.
울란바토르 외부의 칭기즈칸 국제 공항은 국제 항공편을 제공하는 몽골의 주요 공항이다. Choibalsan의 공항은 국제 항공편으로 중국의 하이라얼구, 얼롄하오터시, 만저우리시 행 항공편을 보유하고 있다.
2013년 현재 국내 항공사인 MIAT 몽골 항공, 이지니스 항공(2014년 5월 22일 예기치 않게 운행 중단), 에어로 몽골리아, 훈누 에어, 아에로플로트와 국제 항공사인 대한항공, 중국국제항공, 터키항공 등이 예약 서비스를 제공하고 있다. MIAT 몽골 항공을 제외한 국내 항공사들은 울란바토르와 아이마그 센터 사이에 정기 운행을 한다. 국내선은 포커 50, 에어버스 319, 봄바디어 Q400 항공기를 이용해 운항한다.
울란바토르에서는 모스크바, 베를린, 프랑크푸르트, 베이징, 홍콩, 싱가포르, 서울, 도쿄, 오사카(여름에만 운행), 이스탄불, 비슈케크 등 주요 도시에서 출발하는 정기 항공편을 이용할 수 있다.
2013년 몽골 민간항공공사에 첫 순수 항공화물운송사업자가 등록돼 2014년부터 운항을 시작할 예정이다.
러시아 항공사가 러시아의 울란우데와 울란바토르간의 항공편 재시동 가능성에 대한 논의를 한 것으로 보도되었다.